# Lohardaga
Lohardaga è una suddivisione dell'India, classificata come municipality, di 46.204 abitanti, capoluogo del distretto di Lohardaga, nello stato federato del Jharkhand. In base al numero di abitanti la città rientra nella classe III (da 20.000 a 49.999 persone).

## Geografia fisica
La città è situata a 23° 25' 60 N e 84° 40' 60 E e ha un'altitudine di 646 m s.l.m..

## Società

### Evoluzione demografica
Al censimento del 2001 la popolazione di Lohardaga assommava a 46.204 persone, delle quali 23.902 maschi e 22.302 femmine. I bambini di età inferiore o uguale ai sei anni assommavano a 6.768, dei quali 3.477 maschi e 3.291 femmine. Infine, coloro che erano in grado di saper almeno leggere e scrivere erano 32.858, dei quali 18.202 maschi e 14.656 femmine.